# 九天玄女

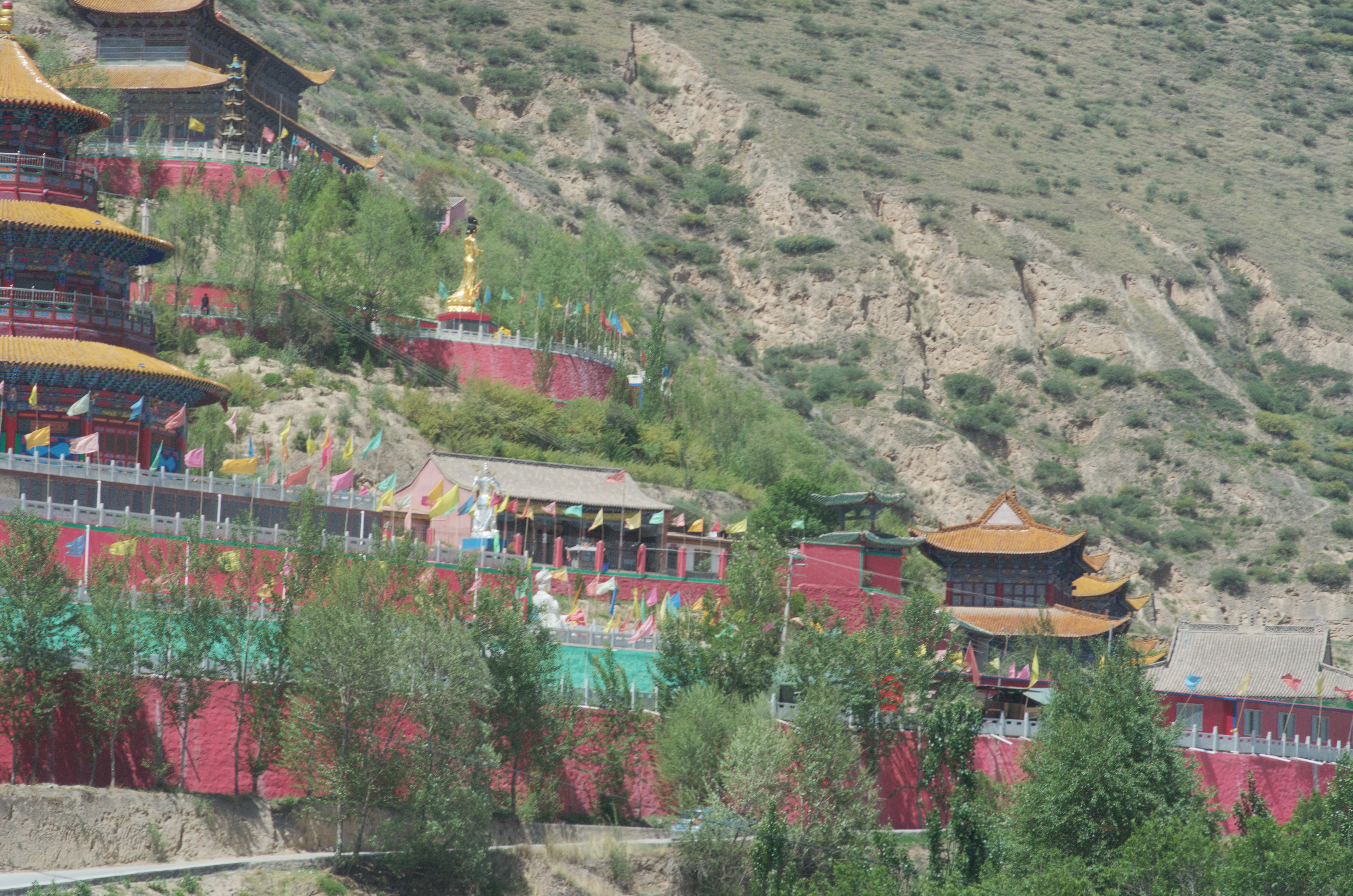
九天玄女を祀る道観

九天玄女（きゅうてんげんにょ、または単に玄女や元女、俗称：九天玄女娘娘）は、中国神話の女神であり、道教における女仙である。
「玄」の字は黒色を表すこともあり、玄女という名は「黒い女」の意味である。

## 概要
戦術と兵法を司る上古の女神で、「天書」を持っている。戦術の神と正義の神の性格を併せもって、道教の神統譜では西王母に次ぐ地位にある女天神と言及され、上元夫人と同一視されることもあった。西王母の副官役として英雄たちの守護神である。道教では旧暦2月15日を九天玄女の誕生日として祝っている。また、六壬神課と関連づけられている。
『古文龍虎経註疏』によれば、玄女は「天符者」（歳運と天の気を司る者）と称されていた。玄女は天地の精神・陰陽の霊気であり、万物を知っていて、道教の主である。また、玄女も上古の神仙であり、衆真の長である。葛洪の「枕中書」によれば、元始天王と太元玉女は九光玄女を生み、太真西王母と号し、西漢夫人のことである。九天玄女は西王母の一側面と考えられている。『太上老君中経』によれば、玄女は常に太白の明星を戴き、太明の珠を耳につけ、一身に光を照射して、即ち延年して死なず。
元々の玄女は、人首鳥身の婦人をした姿の女神で、西王母に遣使されて黄帝に戦法を教えたと伝えられている。また、黄帝に蚩尤を抑えるための三宮五意陰陽の略、太一遁甲六壬歩斗の術、『陰符』の機、『霊宝五符』、『五勝』の文（あるいは六甲六壬兵信の符、霊宝五帝策使鬼神の書、制妖通霊五明の印、五陰五陽遁元の式、太一十精四神勝負握機の図、五兵河図策精の訣）を授けた。玄女の人首鳥身の原型は玄鳥と言われており、殷の始祖「契」の母「簡狄」は玄鳥の卵を飲んで「契」を生んだ。顓頊の孫娘「女脩」が機織している時、玄鳥の卵を飲んで身ごもり、「大業」を生んだ。また『雲笈七籤』にその名が記され、九天玄女は黄帝の師・聖母元君の弟子であり、丹鳳（赤い鳳凰）に乗って、九色彩翠の衣を着て、玄狐の裘（黒狐の毛皮）をかぶっている。
中国において古くは「玄素の道（陰陽の術）」で、玄女と素女の方術を指す。黄帝は、玄女と素女から房中術（性技）をさずかったとされている。メソポタミア神話の性愛と戦争を司る女神イナンナ、イシュタルなどと共通点が指摘される説もある。しかしこれらは晋、あるいは隋の方士によっての後付けであり、漢以前の記載では、玄女も素女もこれらとの関わりは見当たらない。
『通俗大明女仙伝』（原題：『女仙外史』）の女主人公である唐賽児は、九天玄女から授った七巻の天書を学び、様々の幻術を用いて燕軍を翻弄する。玄女は剣仙たちを統べる天仙の長で、素女は玄女の妹と言われる。一人称は「朕」。
唐の名将・李靖は、九天玄女の戦法を駆使したとある。
また、1047年の中国の小説『三遂平妖伝』の改作において、聖姑姑から九天玄女へ変更されたという説がある。

## 古典小説
- 『水滸伝』 - 第41回において宋江の夢の中に登場。詳しくは宋江#九天玄女の加護を参照。
- 『蕩寇志』
- 『東遊記』
- 『平妖伝』
- 『通俗大明女仙伝』